# توم كرايغ
توم كرايغ (بالإنجليزية: Tom Craig)‏ هو مصور بريطاني، ولد في 3 أكتوبر 1974 في كورنوال في المملكة المتحدة.